# 一里飴
一里飴（いちりあめ）は、埼玉県入間郡越生町の有限会社住吉屋製菓が製造販売する飴の商品名である。

## 歴史
1464年に生誕した医学者の田代三喜が作ったのが始まりとされ、当時は越生梅林で採れた梅の蜜を原料とした医薬飴であった。現在の一里飴は蜂蜜味の大粒の飴である。一里飴の名称は、幕末から明治前期の国学者である権田直助が命名したと言われており、権田が尊王攘夷運動の志士として江戸と京を往来する際にはこの飴を携えていたとされ、日本橋から高輪大木戸までの約一里の距離を歩く間、溶け切らずに味わい続けられたと言われたことに由来している。以前は関東地区のAMラジオ局で、童歌調の独特のコマーシャルソングを使ったラジオCMが放送されていた。
行田市の十万石まんじゅう、熊谷市の五家宝などと並ぶ埼玉銘菓の一つであり、彩の国優良ブランド品に指定されている。越生町の住吉屋製菓本店などで販売されている。
なお、同名の商品は権田と縁が深い神奈川県伊勢原市の大山阿夫利神社などにも存在する。
2023年9月末より、製造機械の故障により当地での製造、販売を中止した。
すでに部品がないため修理は困難で、製造委託先を探していたが、2024年4月より、井関食品にて製造が再開されている。